# Spanair-vlucht JK 5022
Spanair-vlucht JK 5022 verongelukte op 20 augustus 2008 nabij de Spaanse hoofdstad Madrid. Het vliegtuig, dat een vlucht zou maken van de luchthaven Madrid-Barajas naar de luchthaven van Las Palmas op de Canarische Eilanden, verongelukte tijdens het opstijgen van startbaan 36L om 14:14 lokale tijd. Volgens de passagierslijst vervoerde het vliegtuig 163 passagiers en negen bemanningsleden. Het vliegtuig brak in stukken en brandde uit.
Na enkele bijstellingen werd het aantal dodelijke slachtoffers op 153 en het aantal gewonden op 19 vastgesteld.
Op 23 augustus bezweek een 31-jarige vrouw alsnog aan haar verwondingen. Het dodental kwam daarmee op 154.

## Geschiedenis
Het vliegtuig, een McDonnell Douglas MD-82 met registratie EC-HFP, was op 18 november 1993 aan Korean Air geleverd, en was sinds juli 1999 bij Spanair in gebruik. Het was geschilderd in het kleurenschema van de Star Alliance waarvan Spanair sinds 2003 deel uitmaakt. Deze vlucht werd onder een code sharing-overeenkomst ook verkocht door Lufthansa onder vlucht LH 2554.

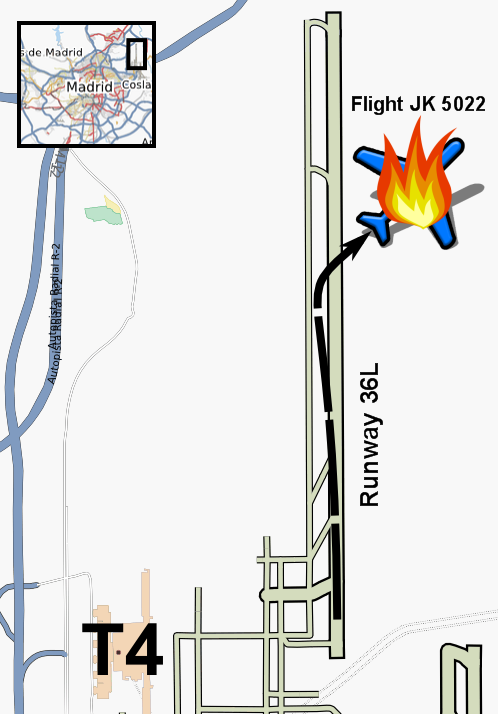
Schematische weergave van de ramp

De MD-82 verliet volgens schema even na 13:00 uur de gate op de luchthaven Madrid Barajas. Het toestel keerde wegens een technisch mankement aan een temperatuurmeter naar de terminal terug. Na een vertraging van ruim een uur werd een tweede startpoging ingezet.
Het ongeluk vond plaats enkele uren nadat de piloten van Spanair hadden laten weten een staking te overwegen om de onrust over het eigendom van de luchtvaartmaatschappij weg te nemen.
De oorzaak van het ongeluk met het toestel was volgens de eerste hypothese een brand in de linkermotor. Terwijl het toestel aan het opstijgen was zou een motor in brand zijn geraakt, waarna het toestel neerstortte en naast de baan in brand vloog.
Later bleek echter uit beeldopnames dat er tijdens de start van het vliegtuig geen enkele brand of ontploffing heeft plaatsgevonden.
Op 29 augustus verklaarde de minister van Transport, Magdalena Alvarez, dat Spanair al vóór het ongeluk had overwogen het vliegtuig te vervangen.

## Onderzoek
Uit onderzoek werd bekend dat het vliegtuig tijdens de start de verkeerde configuratie had (welvingskleppen niet geselecteerd), gevolg was dat het vliegtuig na de start in een overtrek terechtkwam waar het niet meer van herstelde. Het "takeoff configuration warning system" dat had moeten waarschuwen voor een verkeerde takeoffconfiguratie had gefaald, en had de piloten niet gewaarschuwd voor de verkeerde configuratie.